# Max Weiss

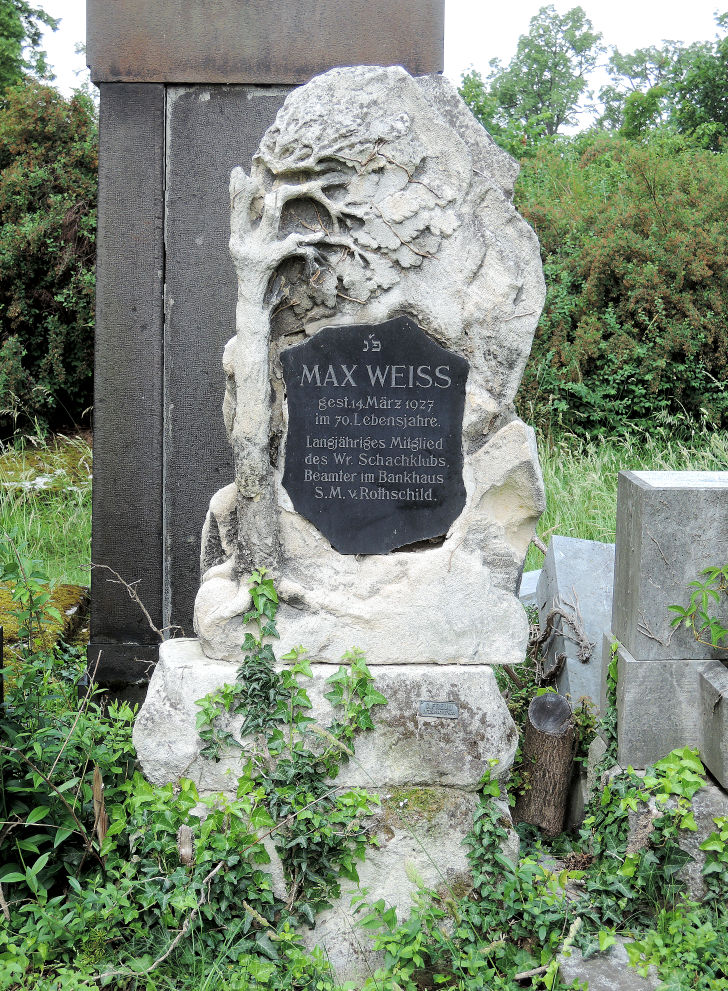
La tomba di Max Weiss a Vienna

Miksa Weisz, meglio noto come Max Weiss (Sereď, 21 luglio 1857 – Vienna, 14 marzo 1927), è stato uno scacchista ungherese naturalizzato austriaco.

## Biografia
Nato in una città ungherese allora facente parte dell'Impero austro-ungarico (oggi in Slovacchia), si trasferì a Vienna per studiare matematica e fisica, materie che poi insegnò. Imparò gli scacchi a dodici anni, e dopo il 1880 la sua forza di gioco aumentò costantemente.
Il suo più grande successo fu la vittoria, alla pari con Mikhail Chigorin, nel grande Torneo di New York 1889 (VI Congresso degli Stati Uniti)  a doppio turno, con 20 concorrenti per un totale di 38 turni (è considerato uno dei più lunghi tornei della storia degli scacchi). Weiss realizzò +24 –4 =10. Il match di spareggio con Chigorin su quattro partite terminò in parità. Il vincitore del torneo avrebbe avuto il diritto di giocare un match per il titolo mondiale con il detentore Wilhelm Steinitz, ma nessuno dei due co-vincitori se ne avvalse. Il match si svolse invece con il terzo classificato, Isidor Gunsberg, nel 1890-91.
Altri risultati di rilievo:
- 1880:  =1º a Graz, ex aequo con Johannes Minckwitz e Adolf Schwarz
- 1882:  10º nel grande torneo di Vienna (vinto da Steinitz); vinse però le due partite con Zukertort e pareggiò con Steinitz
- 1885:  2º-4º ad Amburgo con Siegbert Tarrasch e Berthold Englisch
- 1887:  2º-3º a Francoforte con Joseph Blackburne
- 1889:  3º a Breslavia
- 1890:  1º a Vienna
- 1895:  =1º con Carl Schlechter nel torneo di Vienna
- 1895:  vince un match a Vienna con il rumeno Georg Marco (+5 –1 =1)

Nel 1905 abbandonò gli scacchi per lavorare con la Banca Rothschild di Vienna.
Non si trovano immagini su di lui, ma un articolo del New York Times del 16 giugno 1889, intitolato The Chessboard Kings, così lo descrive:
«Max Weiss è un uomo di corporatura piccola, con carnagione chiara, baffi radi color marrone chiaro, occhi pensosi e una fronte ampia e ben pulita. Con il cappello sulla testa, cosa che avviene spesso, ha l'aspetto di un pacifico tedesco che prende la vita alla leggera e sa come godersi sia una birra lager che un buon sigaro».

## Opere
Max Weiss scrisse numerosi libri di scacchi, tra cui il manuale Kleines Schachspiels Lehrbuch (Vienna, 1920), il trattato sulle aperture Theoretische Eröffnungen des Schachspiels (Ravensburg, 1938), e una raccolta di partite brillanti, Schach-Meisterstreiche (Mülhausen, 1918).
Scrisse anche due libri sui problemi di scacchi: Caissa Bambergensis (Bamberg, 1902) e 200 Problemturnieren ausgezeichnete Zweizüger (Ausbach, 1903).